# Buzara circumducta
Buzara circumducta är en fjärilsart som beskrevs av W. Warren 1912. Buzara circumducta ingår i släktet Buzara och familjen nattflyn. Inga underarter finns listade i Catalogue of Life.